# Vindelkommunal demokrati
Vindelkommunal demokrati (VKD) var ett lokalt politiskt parti i Vindelns kommun.

## Historik
Partiet bildades några veckor innan valet 1994 efter missnöje kring hur byggandet av ett hotell i Vindeln hanterades. Man lyckades ta ett mandat i det valet. Partiets profilfråga om en folkomröstning om hotellets placering gick dock inte igenom.
Hotellplanerna fortskred och Vindelälvens hotell öppnade i november 1998. Inför detta hade VKD valt att profilera om sig och satsa på andra frågor. I valet 1998 fick man fem mandat och förhandlade med de borgerliga partierna om att samarbeta. Det slutade dock med att Socialdemokraterna och Centerpartiet gjorde upp om ett gränsöverskridande samarbete.
Inför valet 2006 valde man att inte ställa upp.

## Valresultat
| År   | Röster | %    | Mandat  |
| ---- | ------ | ---- | ------- |
| 1994 | –      | –    | 1 av 35 |
| 1998 | –      | 13,3 | 5 av 35 |
| 2002 | 143    | 4,1  | 1 av 31 |